# Herochroma urapteraria
Herochroma urapteraria är en fjärilsart som beskrevs av Walker 1860. Herochroma urapteraria ingår i släktet Herochroma och familjen mätare. Inga underarter finns listade i Catalogue of Life.